# Любаньский повет
Любаньский повет (пол. Powiat lubański) — повет (район) в Польше, входит как административная единица в Нижнесилезское воеводство. Центр повета — город Любань. Занимает площадь 428,19 км². Население — 55 533 человека (на 31 декабря 2015 года).

## Административное деление
- города: Любань, Сверадув-Здруй, Лесьна, Ольшина
- городские гмины: Любань, Сверадув-Здруй
- городско-сельские гмины: Гмина Лесьна, Гмина Ольшина
- сельские гмины: Гмина Любань, Гмина Плятерувка, Гмина Секерчин

## Демография
Население повета дано на 31 декабря 2015 года.
| Перепись            | Всего  | Мужчины | Женщины |
| ------------------- | ------ | ------- | ------- |
| Всего               | 55 533 | 27 058  | 28 475  |
| Городское население | 34 847 | 16 612  | 18 235  |
| Сельское население  | 20 686 | 10 446  | 10 240  |